# Дронова, Нинель Карловна
Нинель Карловна Дронова (18 декабря 1938, Свердловск, РСФСР, СССР — 3 апреля 2023, Екатеринбург, Россия) — советская и российская тренер по фигурному катанию.

## Биография
Родилась 18 декабря 1938 года в Свердловске.
В 1960 году окончила Свердловский техникум физической культуры, после чего продолжила образование, поступив в Омский государственный институт физической культуры по специальности «преподаватель физической культуры». Окончила данный институт в 1965 году.
После института Нинель Карловна в течение некоторого времени работала тренером-преподавателем по фигурному катанию в свердловской школе-интернате спортивного профиля, а затем перевелась в детско-юношескую спортивную школу «Локомотив».
За несколько десятков лет своей тренерской карьеры воспитала ряд известных фигуристов, которые выступали за сборные команды Свердловской области разных возрастов. Работала в паре с Заслуженным тренером РСФСР И. Б. Ксенофонтовым. Одними из самых выдающихся её подопечных были призёр чемпионатов Мира и Европы М. Н. Пестова; М. З. Ободяникова, победительница Первенства РСФСР по фигурному катанию в 1969 году; Ф. А. Шакирзянов, бронзовый и серебряный призёр первенства Чемпионата СССР среди юниоров в 1970 и 1971 гг.
Также Нинель Карловна является обладателем почётных званий «Ветеран спорта» и «Ветеран труда».
Скончалась 3 апреля 2023 года. Похоронена рядом с мужем на Широкореченском кладбище.

### Семья
Муж Дронов Юрий Александрович (15.07.1940 — 10.10.2011). Тренер-преподаватель по плаванию в Свердловском техникуме физической культуры. Награжден нагрудным знаком «Отличник физической культуры и спорта».